# 21 (število)
21 (ênaindvájset) je naravno število, za katero velja 21 = 20 + 1 = 22 − 1.

## V matematiki
- sestavljeno število.
- tretje osemkotniško število {\displaystyle 21=3\cdot 3^{2}-2\cdot 3\,\!}.
- peto Motzkinovo število.
- šesto trikotniško število {\displaystyle 21=6(6+1)/2\,\!}.
- sedmo polpraštevilo.
- sedmo srečno število.
- deveto Fibonaccijevo število 21 = 8 + 13.
- Harshadovo število.
- vsota vseh pozitivnih deliteljev števil od 1 do 5: {\displaystyle 21=1+1+2+1+3+1+2+4+1+5}.

## V znanosti
- vrstno število 21 ima skandij (Sc).

## V jezikoslovju
- italijanska abeceda ima 21 črk.

## Drugo

### Leta
- 421 pr. n. št., 321 pr. n. št., 221 pr. n. št., 121 pr. n. št., 21 pr. n. št.
- 21, 121, 221, 321, 421, 521, 621, 721, 821, 921, 1021, 1121, 1221, 1321, 1421, 1521, 1621, 1721, 1821, 1921, 2021, 2121